# Kroonwiel

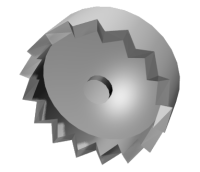
3D-tekening van een kroonwiel.

Een kroonwiel is een tandwiel waarvan de kammen of tanden niet langs de buitenzijde staan, maar als een kroon aan één kant van het wiel zijn aangebracht, dus evenwijdig aan de as. Deze opstelling maakt het mogelijk om een koppel onder een hoek van 90 graden over te brengen.
Een kroonwiel werkt in combinatie met een gewoon tandwiel (in een molen vaak met een rondsel).
Ook is het mogelijk dat de tanden onder een kleinere hoek, tot 45 graden op de asrichting zijn aangebracht. Uiteraard moeten beide tandwielen in de koppeling de tanden een op elkaar afgestemde hoek hebben staan (de som van beide hoeken moet 90 graden zijn). Deze vorm staat minder speling toe op de assen.

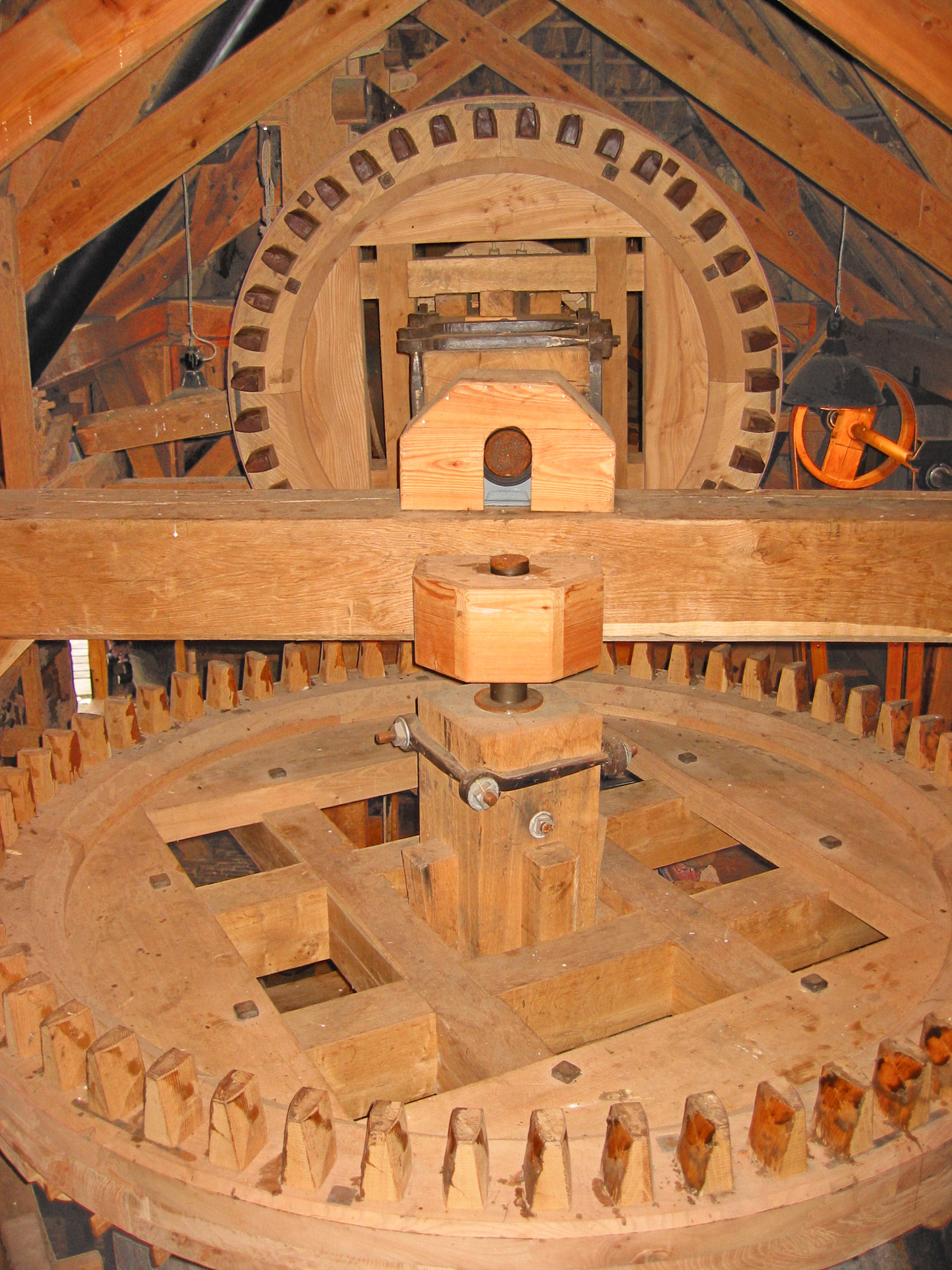
Kroonwiel in de Collse Watermolen.
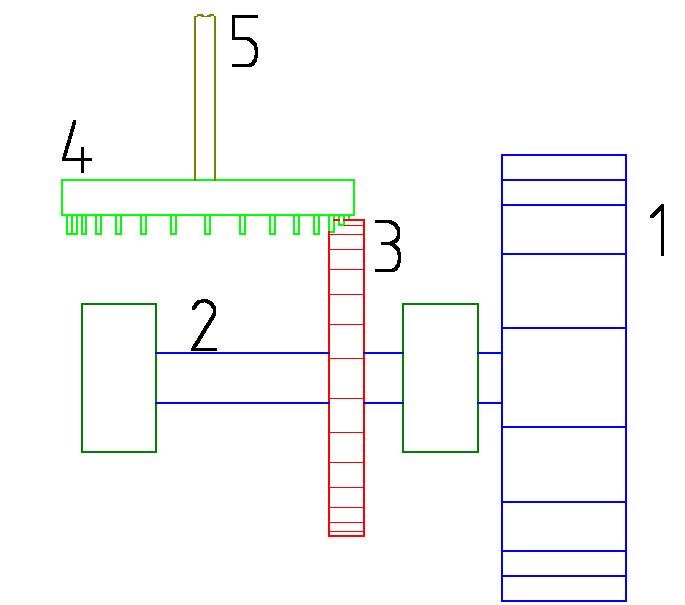
Overbrengingen in een watermolen: 1: waterrad 2 en 3: kammenwiel 4: kroonwiel 5: koningsspil
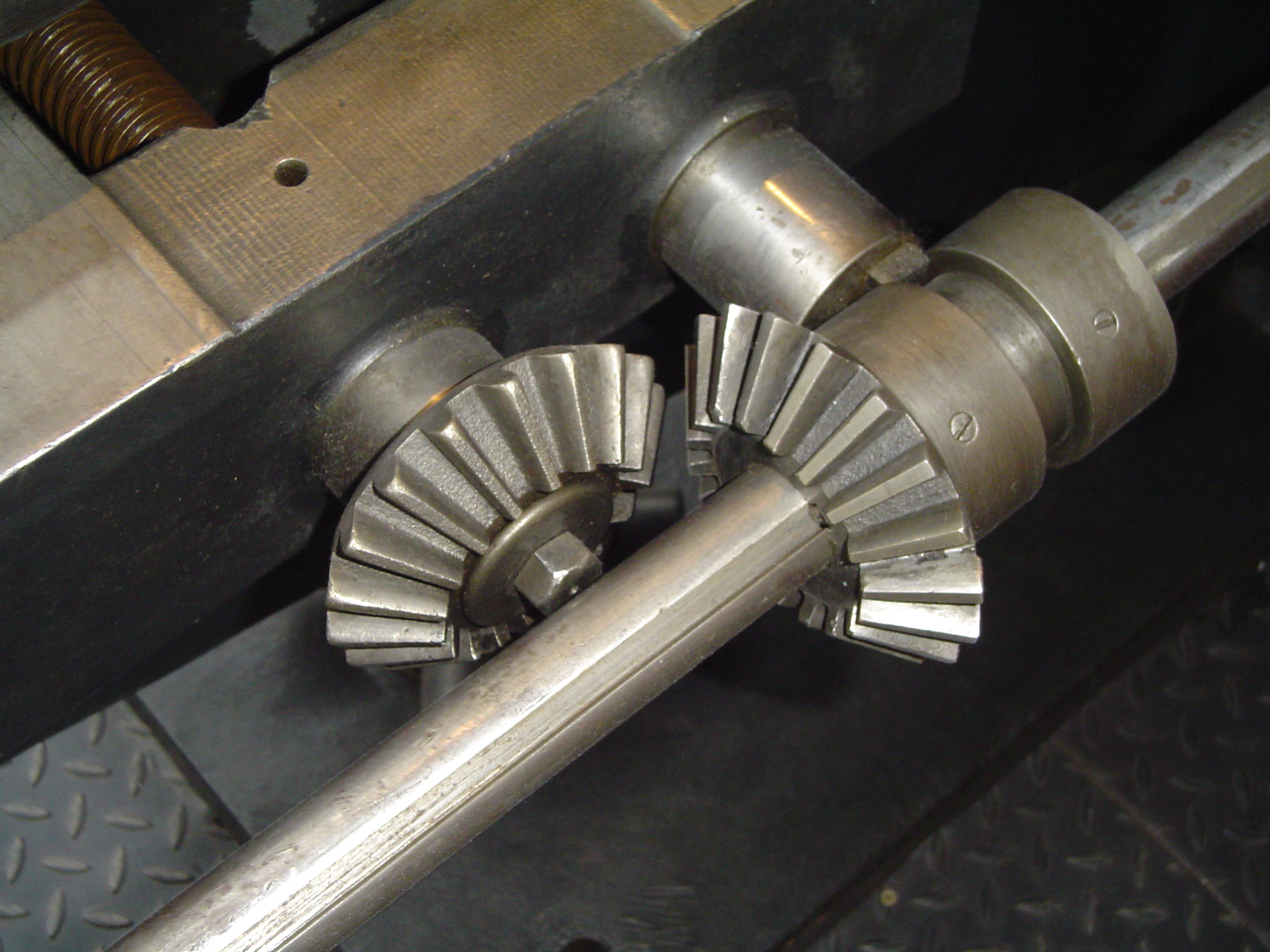
Kegelvormige tandwielen.

- Overbrengingen in een watermolen:
1: waterrad
2 en 3: kammenwiel
4: kroonwiel
5: koningsspil
- Kegelvormige tandwielen.